# Telawi (gmina)
Gmina Telawi (gruz. თელავის მუნიციპალიტეტი) – jednostka administracyjna należąca do Kachetii w Gruzji. Siedzibą gminy jest miasto Telawi. 

## Położenie
Gmina położona jest w północnej części Kachetii, a jednocześnie we wschodniej części Gruzji. 

## Ludność
Na podstawie danych statystycznych z 2024 roku gminę Telawi zamieszkiwało 52 400 osób. 